# Asian Highway Network

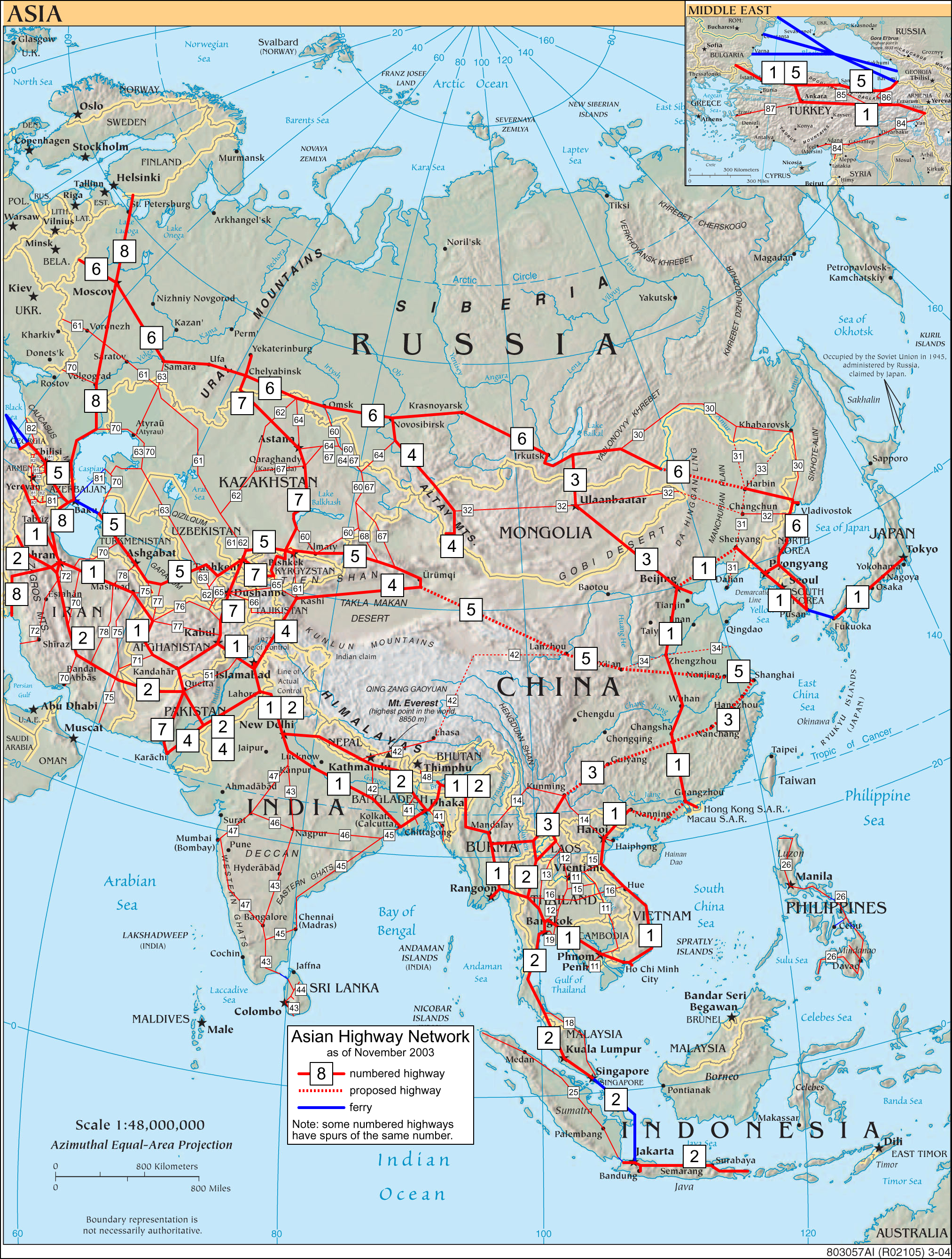
Mapa

Asian Highway Network (czyli Azjatycka Sieć Dróg Głównych) jest azjatyckim odpowiednikiem Europejskiej Sieci Drogowej (ang.: European Road Network).
Niektóre kraje (Rosja, Gruzja, Armenia, Azerbejdżan, Turcja, Kazachstan, Kirgistan, Turkmenistan i Uzbekistan) biorą udział zarówno w programie tras europejskich, jak i tras azjatyckich.